# ローマン・コンクリート

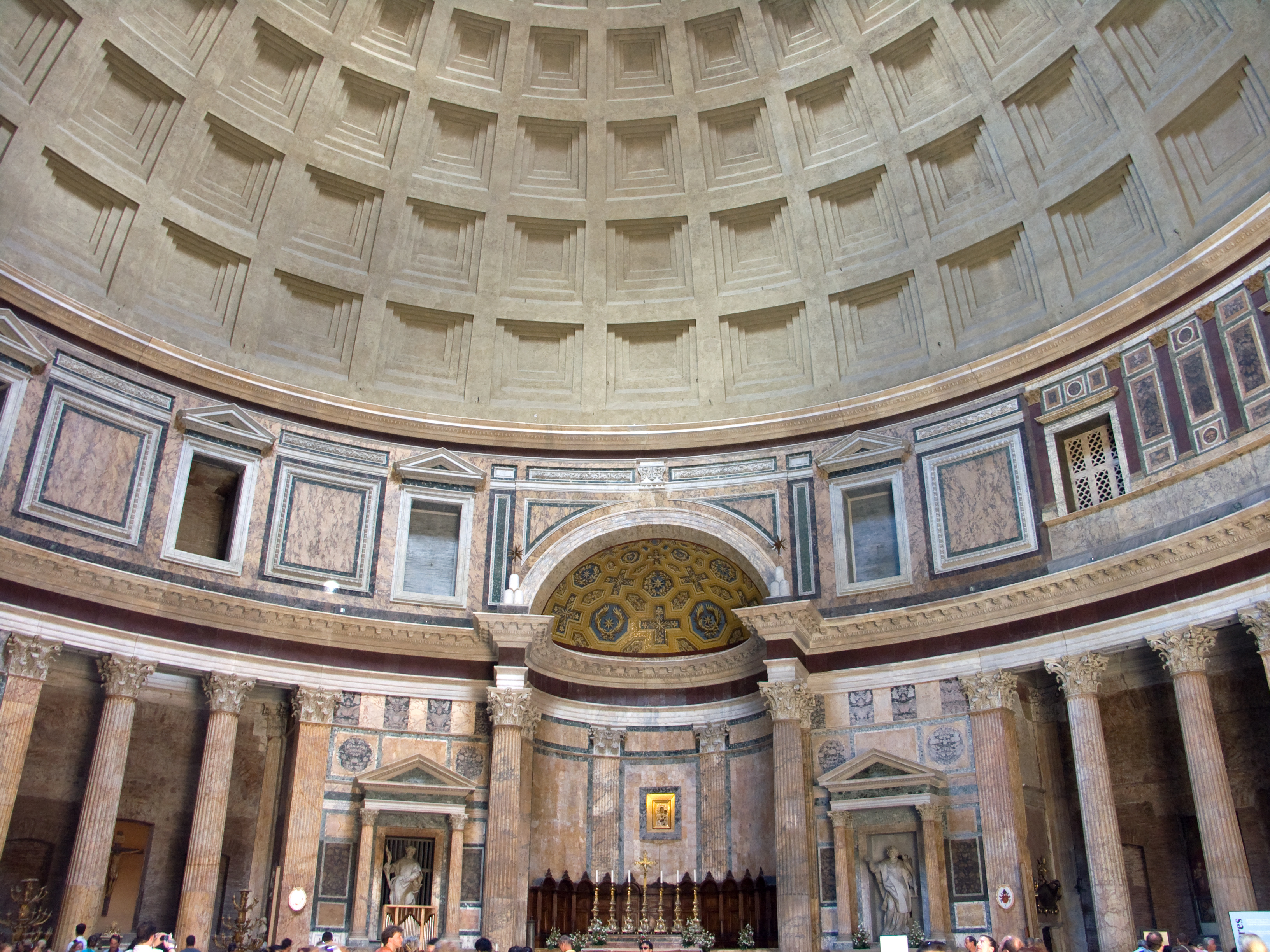
パンテオンはローマン・コンクリートを使用した一例である

ローマン・コンクリート（ラテン語: Opus caementicium オプス・カエメンティキウム, 英: Roman concrete）または古代コンクリート（こだいコンクリート）とは、ローマ帝国の時代に使用された建築材料。セメントおよびポッツオーリ（イタリア・ナポリの北にある町）の塵と呼ばれる火山灰を主成分とした。現代のコンクリートは、カルシウム系バインダーを用いたポルトランドセメントであるが、古代コンクリートはアルミニウム系バインダーを用いたジオポリマーに類似する。ローマのコロッセオには古代コンクリートも使用されている。
ローマ帝国滅亡後は技術が失われ、中世ヨーロッパの大型建築は、石造が主流となった。産業革命後、1824年にはポルトランドセメントの発明によるコンクリートが以降、世界的に広く利用されるようになったが、ローマン・コンクリートのような堅牢性・耐久性は失われた。

## 性能
現代の鉄筋コンクリートは二酸化炭素の侵入による中性化や塩害で内部の鉄筋に錆が生じてしだいに強度を失っていく。そのため、日本の鉄筋コンクリート建造物の寿命は、およそ50年から100年程度と言われている。これに対して古代コンクリートは鉄筋を持たないため、中性化してもコンクリート自体の強度は数千年間保たれ続ける。ただし無筋コンクリートゆえに曲げや引張力に対しては脆いという欠点がある。
古代ローマ帝国遺跡を調査した東北大学教授の久田真は、火山灰を入れたことでコンクリートが緻密になり、耐久性が増したと推測している。また不要になった煉瓦を細かく砕いて混ぜられていることから、現代のコンクリート同様に骨材の再利用が行われていたと考えられる。北海道立総合研究機構北方建築総合研究所の谷口円は、骨材に用いられた火山灰には劣化の原因となる二酸化炭素や塩分の染み込みを妨げ、耐用年数を長くする効果があると推測している。実際に火山灰をまぜたコンクリートでは通常のコンクリートに比べて二酸化炭素が鉄筋に到達するまでの期間が約1.7倍、塩分が到達するまでの期間が約1.2倍にそれぞれ延長されることが、同機構の実験で証明されている。
骨材に火山灰を用いる事例としては、日本国内でも鹿児島大学の武若耕司が九州南部の火山性堆積物であるシラスの有効活用のためにコンクリートの骨材に用いる研究をしている。
鹿児島県霧島市に建設された丸尾滝橋では基礎部分にこの「シラス・コンクリート」が採用され、温泉の湯気・高温の地熱・強酸性の土壌があるなどの過酷な環境にもかかわらず、設計上は少なくとも100年持つとされる。また、山口大学工学部池田攻名誉教授等が、地球温暖化防止と鉱物質廃棄物処理に貢献するとして、ジオポリマー技術の有用性を説いている。
2012年には山下保博・野口貴文・佐藤淳らがさまざまな課題を引き継いで研究を重ね、砂や砂利に代わる未利用資源の利活用、コンクリートのリサイクルプロセスの形成、長寿命・多機能コンクリートの開発等を実現する、環境型シラスコンクリートを完成させた。
これを使用した世界初の建築「R・トルソ・C」（2015年）は以下の賞を受賞した。
- 2016年 日本コンクリート工学会賞、作品賞
- 2016年 WAN Concrete Award
- 2017年 アメリカコンクリート学会プロジェクト賞の総合部門・最優秀賞、低層建築部門第1位
- 2018年 fib最優秀作品賞

2023年には、ローマン・コンクリートに含まれる「石灰クラスト」と呼ばれる酸化カルシウムの小粒の分析及び検証実験から、ローマン・コンクリートは消石灰ではなく生石灰に水と火山灰などの骨材を混ぜて作ること、この時生成する「石灰クラスト」が水分と反応してひび割れを埋める自己修復機能を持つことが発表された。

## 施工
現代のコンクリートと同じく、型枠の中にコンクリートを打設する手法を取る。現代と違うのは、型枠内に「流し込む前」に骨材とモルタルを混ぜるのではなく、型枠内にまず骨材を投入してからモルタルを流し込み空気抜き及び締固めを行う点である。このプロセスを繰り返して打継をしていくことにより、背の高いコンクリート壁・柱などを施工することができる。このモルタルと骨材の投入の順序について、モルタルを先に投入するという説もある。
型枠の素材は木材の場合と、石やレンガの場合があった。石やレンガを型枠として使った場合、それらはコンクリート硬化後に取り外されることはなく、建造物と一体となって使用された。木製型枠の場合、それらは取り外され打ち放しのまま完工する場合と、表面にスタッコ（漆喰）塗りやトラバーチン、トゥファ、火山砕屑岩などの石張り仕上げが行われる場合があった。
木製型枠は、主に天井のヴォールト部などの施工で用いられた。
木製型枠 仕上げ例
- 打ち放し（天井部）
- スタッコ（天井部）

石やレンガを型枠として使う場合、その積み方によりそれぞれ名称が付いている。2つ以上の工法を用いた場合は、オプス・ミクストゥム（opus mixtum）と呼ばれることもあった。
- 直方体の石を層積み：オプス・クアドラトゥム（opus quadratum）
- 不規則な継ぎはぎ積み：オプス・インケルトゥム（opus incertum）
- 網目積み：オプス・レティクラトゥム（opus reticulatum）
- 煉瓦積み（層積み）：オプス・テスタケウム（opus testaceum）またはオプス・ラテリキウム
- ジグザグ積み：オプス・スピカトゥム（opus spicatum）

石・レンガ積み型枠の例
- オプス・クアドラトゥム
- オプス・インケルトゥム
- オプス・レティクラトゥム
- オプス・テスタケウム
- オプス・スピカトゥム
- オプス・レティクラトゥムとオプス・テスタケウム

## 使用例

### パンテオン
ローマのパンテオンはローマン・コンクリート建築として有名であり、内径43m、天窓の直径9mという巨大建築物である。BC25年に創建された後火事で焼失し、ハドリアヌス帝時代に別の形で再建される。
材質は単層のローマン・コンクリートではなく、上に行くに従って軽くなる6層構造である。
1. 基礎…凝灰岩と砕石
2. 1階…凝灰岩と石灰岩の2種の砕石
3. 2階（窓がある）…凝灰岩の砕石とレンガ片
4. 円蓋下部…レンガ片
5. 円蓋中部…凝灰岩の砕石とレンガ片
6. 円蓋上部…凝灰岩の砕石と軽石

### その他の古代ローマ建築物例
ローマン・コンクリートを用いることで実現した次のような巨大建造物があるほか、古代ローマ各地のより小規模な建築物にもコンクリートが用いられていた
- フラウィウス円形闘技場（コロッセオ）
- カラカラ浴場
- マクセンティウスのバシリカ
- トラヤヌスの市場
- ローマ水道の水道橋や導水渠、分水施設（カステルム・アクアエ）などの構造物
- アウレリアヌス城壁（ローマ市街地を取り囲む防御壁）